# Akfadou
Akfadou (în arabă اكفادو) este o comună din provincia Béjaïa, Algeria.
Populația comunei este de 7.358 de locuitori (2008).